# Manjul Bhargava

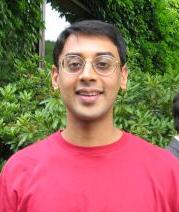
Manjul Bhargava

Manjul Bhargava (Hamilton (Ontario), 8 augustus 1974) is een Canadees-Amerikaans wiskundige van Indiase afkomst, die in 2014 de Fields-medaille won voor zijn werk in de getaltheorie.

## Indiase achtergrond
Zijn ouders weken vanuit Jaipur in de Indiase deelstaat Rajasthan uit naar Canada, waar Manjul geboren werd. Zijn vader was scheikundige en zijn moeder Mira Bhargava was wiskundige en gaf hem les.
Het gezin verhuisde naar Long Island (New York), waar hij opgroeide.
Hij studeerde Sanskriet met zijn grootvader Purushottam Lal Bhargava en houdt van poëzie in het Sanskriet.
Bhargava speelt het muziekinstrument tabla en nam les bij Zakir Hussain.

## Opleiding
Hij bezocht de Plainedge High School in North Massapequa, New York en studeerde daar in 1992 af als valedictorian. In 1996 behaalde hij zijn bachelor aan de Harvard-universiteit. Tevens won hij in dat jaar de Morgan-prijs. Bhargava promoveerde in 2001 te Princeton bij Andrew Wiles op een dissertatie over de veralgemening van de klassieke wet van Gauss over de samenstelling van binaire kwadratische vormen. Hij werkte in 2001-2002 aan het Institute for Advanced Study en in 2002-2003 aan Harvard. De universiteit van Princeton benoemde hem in 2003 tot hoogleraar. Hij was op het moment van zijn benoeming de op twee na jongste hoogleraar in de geschiedenis van dit instituut. In 2010 bezette hij de Stieltjes-leerstoel aan de Universiteit van Leiden.

## Onderzoek
Hij verricht onderzoek naar voorstelling van kwadratische vormen, interpolatievraagstukken, p-adische analyse, ideale klassegroepen over algebraïsche getallenlichamen en de aritmetische theorie van elliptische krommen.
Hij droeg het volgende bij:
- Veertien nieuwe compositiewetten in de stijl van Gauss
- Bepaling van de asymptotische dichtheid van discriminanten van quartische en quintische getallenlichamen
- Bewijzen van de eerste bekende gevallen van de Cohen-Lenstra-Martinet-heuristieken voor klassegroepen
- Bewijs van de 15-stelling met inbegrip van een uitbreiding naar andere getallenverzamelingen zoals de oneven getallen en de priemgetallen
- Bewijs samen met Jonathan Hanke van de 290-stelling
- Een nieuwe veralgemening van de faculteitsfunctie waardoor tevens het vermoeden van Pólya werd bewezen.
- Bewijs samen met zijn student Arul Shankar dat de gemiddelde rang van een elliptische kromme over Q geordend naar hoogte begrensd is
- In juli 2010 bewees Manjul Bhargava met zijn student Arul Shankar het vermoeden van Birch en Swinnerton-Dyer voor een positieve proportie van elliptische krommen.

## Onderscheidingen
- Hij won in 1996 de Morgan-prijs van het Clay Mathematics Institute.
- In november 2002 benoemde het magazine Popular Science hem tot de tien briljantste wetenschappers.
- Hij won in 2003 de Merten M. Hasse-prijs van de Mathematical Association of America.
- In 2005 won hij zowel de Clay Research Award als de Leonard M. and Eleanor B. Blumenthal Award. In 2005 kreeg hij te Tanjavur samen met Kannan Soundararajan de SASTRA Ramanujan Prize van 10.000 dollar voor zijn bijdragen aan de getaltheorie.[9]
- In 2008 kreeg Bhargava de Cole-prijs van de American Mathematical Society.[10]

Bhargava’s oorspronkelijke en verrassende bijdrage is de ontdekking van wetten over de vormen van hogere graad. Zijn technieken en inzichten in het vraagstuk zijn verbazend zelfs in het geval overwogen door Gauss; ze leiden naar een nieuwe en duidelijkere voorstelling van die theorie.

- In 2011 kreeg Bhargava de Fermat-prijs voor verschillende veralgemeningen van de Davenport-Heilbronn schattingen en voor zijn verrassende recente resultaten samen met Arul Shankar over de gemiddelde rang van elliptische krommen.
- In 2011 gaf hij de Hedrick lectures van de Mathematical Association of America in Lexington, Kentucky.[11] Hij gaf in 2011 ook de Simons Lectures aan het Massachusetts Institute of Technology.[12]
- In 2012 werd Bhargava lid van de American Mathematical Society.[13]
- Bhargava ontving in 2012 de Infosys-prijs in de wiskunde voor zijn "uitzonderlijk oorspronkelijke werk in de algebraïsche getaltheorie, die een revolutie betekende in de manier waarop algebraïsche getallenlichamen en elliptische krommen geteld worden".[14]
- In 2013 werd Bhargava verkozen in de National Academy of Sciences.[15]
- In 2014 ontving Bhargava op het Internationaal Wiskundecongres te Seoul de Fields Medal voor de ontwikkeling van krachtige nieuwe methoden in de meetkunde van getallen, die hij toepaste om ringen van lage rang te tellen en om de gemiddelde rang van elliptische krommen te begrenzen.

## Publicaties
- Bhargava, Manjul (2000). The Factorial Function and Generalizations. The American Mathematical Monthly 107 (9): 783–799. DOI: 10.2307/2695734.  Gearchiveerd van origineel op 15 mei 2023.
- Bhargava, Manjul (2004). Higher Composition Laws I: A New View on Gauss Composition, and Quadratic Generalizations. The Annals of Mathematics 159: 217–250. DOI: 10.4007/annals.2004.159.217.  Gearchiveerd van origineel op 18 april 2024.
- Bhargava, Manjul (2004). Higher Composition Laws II: On Cubic Analogues of Gauss Composition. The Annals of Mathematics 159 (2): 865–886. DOI: 10.4007/annals.2004.159.865.  Gearchiveerd van origineel op 12 april 2024.
- Bhargava, Manjul (2004). Higher Composition Laws III: The Parametrization of Quartic Rings. The Annals of Mathematics 159 (3): 1329–1360. DOI: 10.4007/annals.2004.159.1329.  Gearchiveerd van origineel op 19 januari 2022.
- Bhargava, Manjul (2005). The density of discriminants of quartic rings and fields. The Annals of Mathematics 162: 1031–1063. DOI: 10.4007/annals.2005.162.1031.  Gearchiveerd van origineel op 2 december 2022.
- Bhargava, Manjul (2008). Higher composition laws IV: The parametrization of quintic rings. The Annals of Mathematics 167: 53–94. DOI: 10.4007/annals.2008.167.53.  Gearchiveerd van origineel op 12 maart 2024.
- Bhargava, Manjul (2010). The density of discriminants of quintic rings and fields. The Annals of Mathematics 172: 1559–1591. DOI: 10.4007/annals.2010.172.1559.
- Bhargava, Manjul, Shankar, Arul (2010). Binary quartic forms having bounded invariants, and the boundedness of the average rank of elliptic curves.
- Bhargava, Manjul, Shankar, Arul (2010). Ternary cubic forms having bounded invariants, and the existence of a positive proportion of elliptic curves having rank 0.
- Bhargava, Manjul, Satriano, Matthew (2010). On a notion of "Galois closure" for extensions of rings.